# Мекоча
Мекоча је насеље у Општини Калиновик, Република Српска, БиХ. По попису становништва из 2013. у насељу није живио ниједан становник.

## Географија
Мекоча се налази 13 километара од Улога. Смјештена је на обронцима планине Зеленгоре. Извор ријеке Неретве удаљен је 15-так километара.

## Становништво
Према попису становништва 1991. године, Мекоча је ненасељено мјесто.
| Демографија | Демографија | Демографија |
| Година      | Становника  | Становника  |
| ----------- | ----------- | ----------- |
| 1961.       | 26          |             |
| 1971.       | 3           |             |
| 1981.       | 0           |             |
| 1991.       | 0           |             |
| 2013.       | 0           |             |